# Serradigitus
Genre
Serradigitus est un genre de scorpions de la famille des Vaejovidae.

## Distribution
Les espèces de ce genre se rencontrent dans le Sud-Ouest des États-Unis et dans le Nord du Mexique.

## Liste des espèces
Selon The Scorpion Files (28/08/2020) :
- Serradigitus adcocki (Williams, 1980)
- Serradigitus armadentis (Williams, 1980)
- Serradigitus baueri (Gertsch, 1958)
- Serradigitus bechteli (Williams, 1980)
- Serradigitus calidus (Soleglad, 1974)
- Serradigitus dwyeri (Williams, 1980)
- Serradigitus gertschi (Williams, 1968)
- Serradigitus gigantaensis (Williams, 1980)
- Serradigitus gramenestris (Williams, 1970)
- Serradigitus haradoni (Williams, 1980)
- Serradigitus hearnei (Williams, 1980)
- Serradigitus joshuaensis (Soleglad, 1972)
- Serradigitus littoralis (Williams, 1980)
- Serradigitus minutis (Williams, 1970)
- Serradigitus miscionei Ayrey, 2011
- Serradigitus pacificus (Williams, 1980)
- Serradigitus torridus Williams & Berke, 1986
- Serradigitus wupatkiensis (Stahnke, 1940)
- Serradigitus yaqui Sissom & Stockwell, 1991

## Publication originale
- Stahnke, 1974 : « Revision and keys to the higher categories of Vejovidae (Scorpionida). » The Journal of Arachnology, vol. 1, no 2, p. 107–141 (texte intégral).